# Stephanie Rovetti
Stephanie Rovetti, född 2 oktober 1991, är en amerikansk rugbyspelare. Hon ingick i det amerikanska lag som tog brons i sjumannarugby vid OS 2024 i Paris.